# Pachyteria coomani
Pachyteria coomani är en skalbaggsart som beskrevs av Maurice Pic 1927. Pachyteria coomani ingår i släktet Pachyteria och familjen långhorningar. Inga underarter finns listade i Catalogue of Life.